# Стежка Кабота
Стежка Кабота, Кабот-Трейл (англ. Cabot Trail) — це мальовниче шосе на острові Кейп-Бретон у Новій Шотландії, Канада.  Це 298 км маршрут, що охоплює петлею північний край острова, проходячи вздовж та через нагір’я Кейп-Бретона та національний парк нагір’я Кейп-Бретона.
Маршрут названий на честь дослідника Джона Кабота, який висадився в Атлантичній Канаді в 1497 році, хоча сучасні історики погоджуються, що його вихід на сушу, ймовірно, відбувся на Ньюфаундленді, а не на острові Кейп-Бретон. Прем'єр Нової Шотланедії Ангус Л. Макдональд хотів зробити ребрендинг Нової Шотландії для туристичних цілей в суто шотландському стилі і в рамках цієї кампанії були створені обидві назви Кейп-Бретон-Гайлендс і Кабот-Трейл. Будівництво початкової траси було завершено в 1932 році.
Західна та східна частини продовжують порізану берегову лінію, звідки відкривається краєвид океану. Південно-західна частина проходить через долину річки Маргарі перед тим, як пройти вздовж озера Бра-д'Ор. Маршрут пролягає в межах муніципалітетів графства Вікторія та Інвернесс.
Стежка Кабота включає всю магістраль 30, а також частину шосе 105 Нової Шотландії між з'їздами 7 і 11 Нижче наведено кілька зупинок на маршруті, що рухаються за годинниковою стрілкою з півдня:
- Баддек, місце розташування Національної історичної пам'ятки Александра Ґрема Белла.
- Четікамп, акадське рибальське село.
- Плезант-Бей, місце в бухті, де можна спостерігати за китами.
- Кейп-Норт, мис у найпівнічнішій точці стежки Кабота.
- Дінґволл, маленьке рибальське село.
- Інґоніш, місце курорту Keltic Lodge і провінційного парку Кейп-Смокі.
- Сент-Еннс, місце розміщення Гельського коледжу кельтського мистецтва та ремесел.

## Галерея

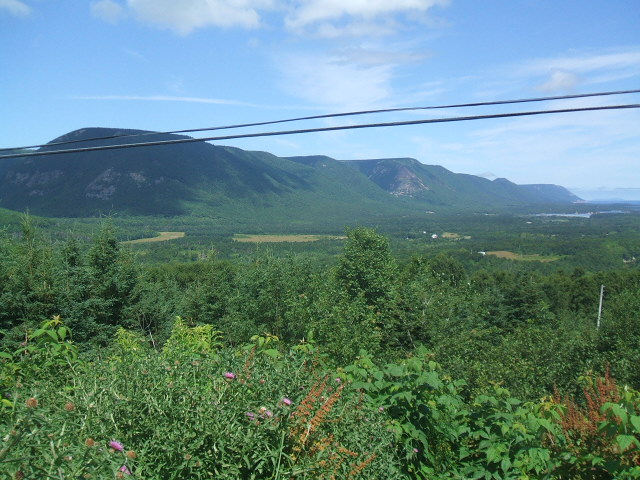
Санрайз-Веллі, Кейп-Норт
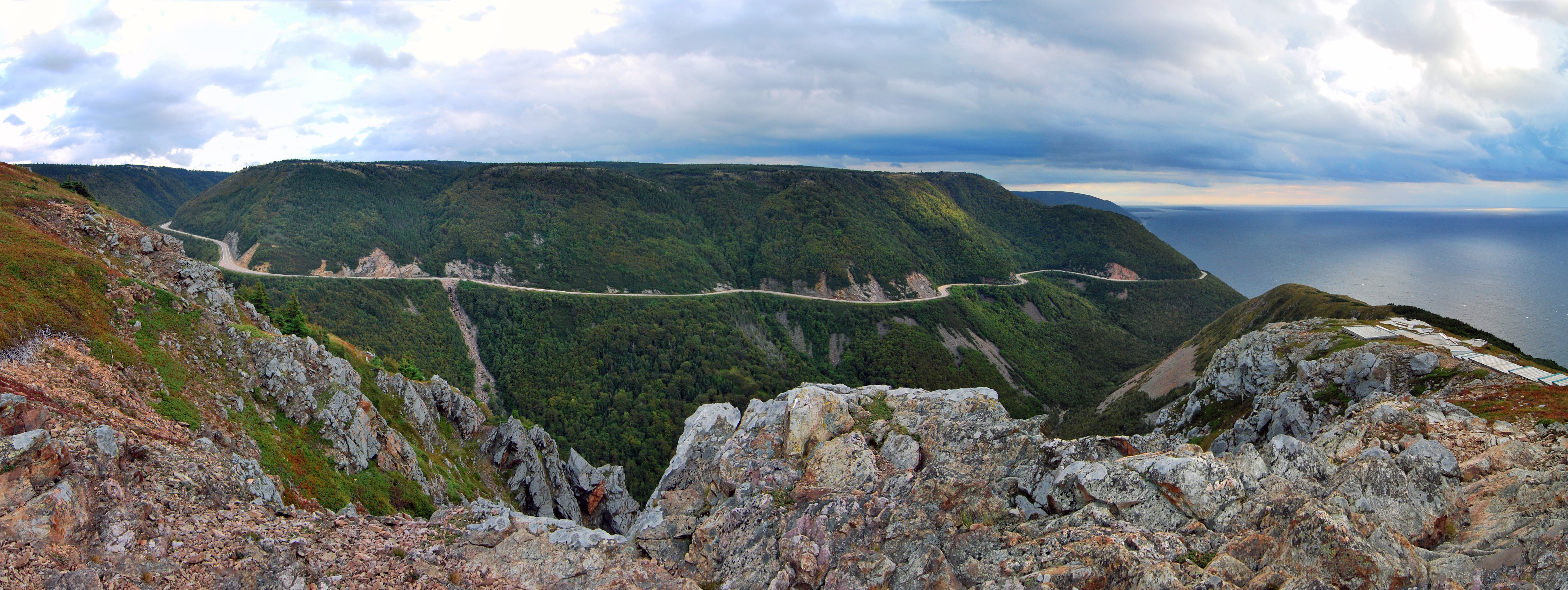
Краєвид Стежки Кабота зі Skyline Trail
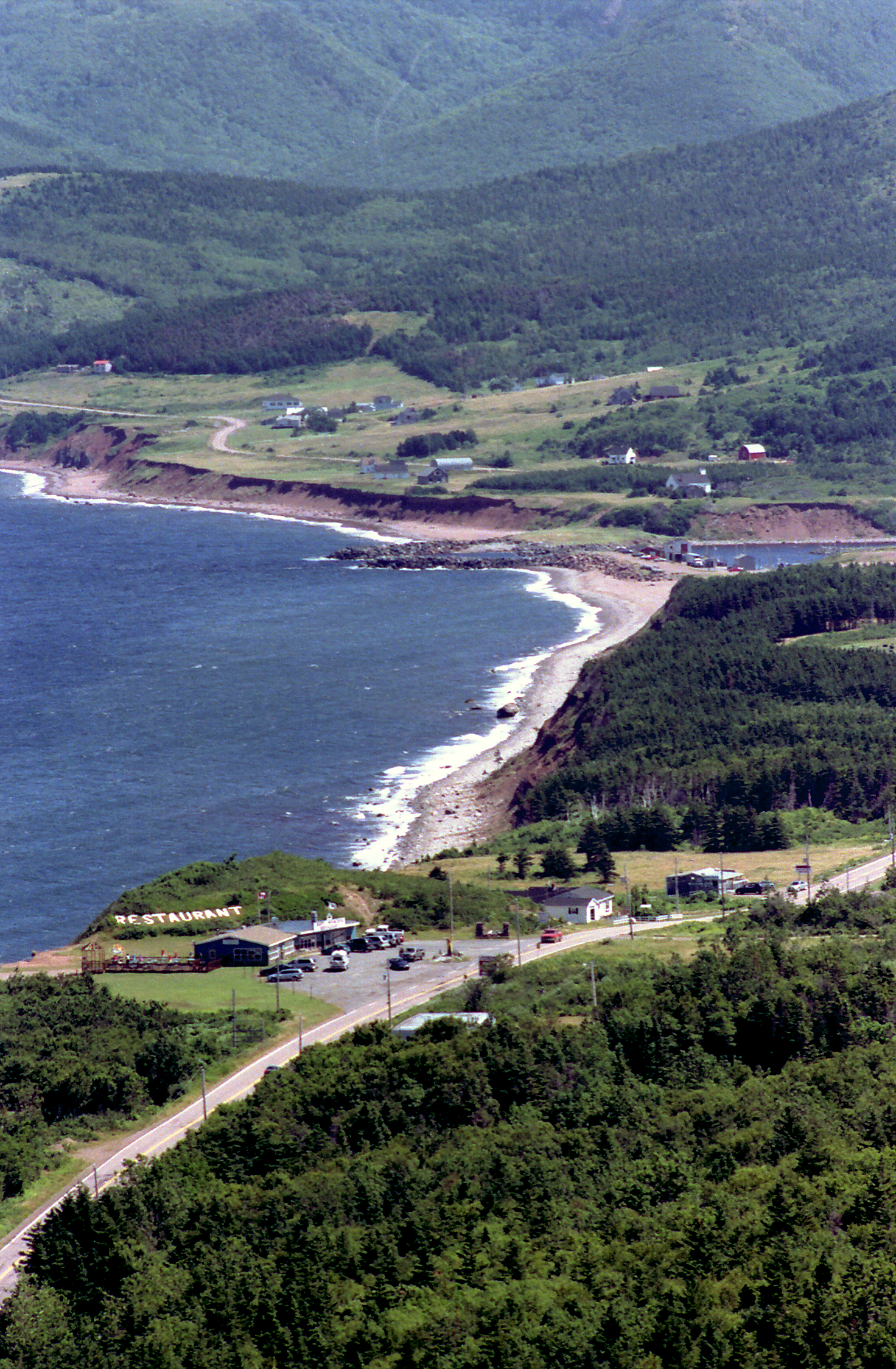
Плезент-Бей